# Ирдынька
Ирдынька или Ирдынь (укр. Ірдинка) — правый приток реки Ольшанка, протекающий по Черкасскому району (Черкасская область, Украина).

## География
Длина — 20 км. Площадь водосборного бассейна — 108 км². Русло реки в верхнем течении (возле гати Морской) находится на высоте 82,0 м над уровнем моря.
Берёт начало на болоте Ирдынь возле гати Васильевской. Река течёт на северо-восток, затем в нижнем течении перед Сокирной делает поворот на северо-запад. Впадает в реку Ольшанка (на 0,7-км от её устья, в 1957 году — на 7,6-км от её устья) юго-западнее села Лозовок.
Русло в верховье преобразовано в магистральный канал (канализировано) и служит водоприёмником осушительной системы болота Ирдынь; далее средне-извилистое, шириной 7-8 м и глубиной 1,5-2 м. В нижнем течении сообщается каналами с реками Ольшанка и Бигуча.
Верховье реки протекает по болоту глубиной 0,6 м, пойма среднего течения затем занята лесами, кроме нижнего течения.
Притоки: нет крупных.
Населённые пункты на реке (от истока до устья):
1. Сокирна
2. Елизаветовка
3. Лозовок

В пойме расположен памятник природы Ольха с дубом.